# Cestovia di Monte Gennaro
La cosiddetta Funivia di Monte Gennaro (più propriamente "cestovia" in quanto basata su cestelli biposto anziché su cabina chiusa con decine di posti) è stato un impianto a fune del Lazio. L'impianto si trova all'interno del Parco dei Monti Lucretili.

## Storia
La cestovia fu costruita sul versante sud-ovest di Monte Gennaro, a Est di Roma, tra il 1964 e il 1967 dalla ditta Graffer di Trento, e poi gestita dalla Società Telecabine Incremento Turistico (S.T.I.T).
Suddivisa in due tronchi di circa 1,5 km ciascuno, partendo dalla stazione di partenza situata a circa 260 m s.l.m, presso l'abitato di Palombara Sabina, permetteva di raggiungere quota 1100 m s.l.m, pochi metri al di sotto della cima "Monte Zappi". Nei pressi della stazione di arrivo sorgeva un albergo/ristorante, raggiungibile anche tramite diversi sentieri dai paesi di Palombara Sabina e di Marcellina.
Nel 1983 l'impianto fu spento e abbandonato a causa di varie cause legali, ma non fu mai dismesso, tanto che è tutt'oggi possibile vedere alcuni cesti ancora appesi alle funi di traino; tali cesti sono visibili anche dalle immagini satellitari di Google Maps. Contestualmente alla chiusura dell'impianto fu chiuso e dismesso anche il ristorante in vetta.
Negli anni si sono susseguiti molteplici tentativi da parte di privati di riattivare l'impianto, ad oggi (2020) senza successo; a luglio 2020, dopo un lungo processo di bonifica dall'amianto, è stato tuttavia riattivato il rifugio di vetta, attualmente noto come Rifugio di Monte Gennaro o Baita di Monte Gennaro, raggiungibile a piedi tramite sentieri segnati, oppure tramite navetta-fuoristrada con partenza su prenotazione dal paese di Stazzano, oppure tramite fuoristrada 4x4 di proprietà.
La cestovia aveva una capacità di circa 300 persone/ora e permetteva di raggiungere la vetta coprendo un dislivello totale di 898 metri in 23 minuti, contro le 1.5-2 ore tramite il sentiero che si diparte dall'ex convento di San Nicola o il cosiddetto sentiero della "Scarpellata".

## Dati tecnici
- Costruttore: ditta Graffer di Trento
- Stazione intermedia: 460 m s.l.m.
- Stazione di arrivo: 1100 m s.l.m.
- Sede: località "San Nicola", pendici di Monte Gennaro, comune di Palombara Sabina, foglio catastale 58, particella 353.
- Motore: a scoppio
- Primo tronco:
  - Lunghezza: 1,3180 km
  - Dislivello: 210 m
  - Pendenza massima: 31,1%
  - Numero cabine: 55
  - Velocità: 2 m/s
  - Durata del percorso: 11 minuti
  - Capacità: 301 persone/ora
- Secondo tronco:
  - Lunghezza: 1,4610 km
  - Dislivello secondo tratto: 688 m
  - Pendenza massima: 86.8%
  - Numero cabine: 61
  - Velocità: 2 m/s
  - Durata del percorso: 12 minuti
  - Capacità: 300 persone/ora
- Lunghezza totale: 2,7660 km (?)
- Dislivello totale: 898 m
- Numero totale cabine: 116
- Durata totale del percorso: 23 minuti

## Cronologia
- 17/6/1964 (?) - Inizio lavori (fonte)
- luglio 1967[1] - Completamento lavori (fonte)
- 1983 - Arresto dell'impianto, che però non fu mai dismesso ma restò in loco, con le cabine ancora attaccate ai cavi.
- 20/04/1994 - Fallimento società STIT[2]
- 1994 - La società Monte Gennaro (sigg. Mezzanotte, Altana e Latini), a seguito di asta giudiziaria, rileva l'impianto per 272.500.000 lire
- 1997 - Preventivata una spesa di diciassette miliardi di lire per riattivare l'impianto
- 10/03/1998 - "Autorizzazione al mutamento di destinazione di terreni appartenenti al demanio civico, per consentire la riattivazione dell’area di servizio della funivia (Ha 0.41.00) ed un’area di pertinenza di fabbricati (già all’epoca) abusivamente realizzati in loco (Ha 0.22.00), con il pagamento a favore del comune medesimo della somma annua pari a Lire 4.550.750 (oggi € 2.350,26)
- 2007 - Condono edilizio
- 26/11/2008 - Approvata mozione Regionale sulla funivia di Monte Gennaro (http://www.regione-lazio.tv/ Archiviato il 9 agosto 2009 in Internet Archive.)
- 14/12/2010 (04/04/2011?) - Giorgio Manetti acquista il 33% delle quote dal sig. Carlo Latini, il sig. Niola acquista le quote pari al 33,33% del sig. Alberto Mezzanotte
- 20/4/2014 - Inizia la riqualificazione dell'albergo e la rimozione dell'amianto 8 https://www.tiburno.tv/2014/04/24/palombara-via-lamianto-dal-vecchio-albergo-di-monte-gennaro-inizia-la-riqualificazione/ )
- 2015 - Condono edilizio (poi revocato) - nullaosta all'inizio dei lavori di riqualificazione (http://www.regione.lazio.it/binary/rl_main/tbl_documenti/AGC_DD_G08556_09_07_2015.pdf[collegamento interrotto])
- 2015 - Revoca dell'autorizzazione a procedere (http://www.regione.lazio.it/binary/rl_main/tbl_documenti/AGC_DD_G08556_09_07_2015.pdf[collegamento interrotto])
- 2016 - 98,25%: Proprietà Manetti; 1,75% : Proprietà Altana Giovanni
- 2016 - Preventivi ristrutturazione cestovia: 1.800.000 - 3.000.000 euro